# Cydia (alkalmazás)
A Cydia (ejtsd: /sɪˈdi.ə/) egy szoftveralkalmazás iOS operációs rendszerre, amely lehetővé teszi a felhasználók számára, hogy szoftvercsomagokat (köztük appokat, kezelőfelület testreszabásokat és rendszerbővítéseket)  keressenek és telepítsenek a jailbreakelt iPhone, iPod Touch vagy iPad készülékekre. A Cydia az iOS első számú független külsős digitális forgalmazási platformja.

## Működése
A Cydián keresztül számos szoftvercsomag ingyenesen hozzáférhető, de ezek mellett több száz csomag megvásárolható a Cydia Store rendszerében, amely az App Store-hoz hasonló jutalékrendszert használ. A legtöbb ilyen csomag a rendszer testreszabását vagy módosítását kínálja (gyakran nevezik ezeket „tweak”-eknek), amelyek kizárólag jailbreakelt készülékeken futtathatóak (mivel az App Store nem forgalmaz olyan programokat, amelyek a rendszert valamilyen úton módosítják).
A Cydia egy grafikus front end az Advanced Packaging Toolhoz (APT) és a dpkg csomagkezelő rendszerhez, ami azt jelenti, hogy a Cydián kínált csomagok egy decentralizált gyüjtemény-rendszeren („repository” vagy „source”) keresztül érhetőek el.
A Cydia az iOS 7-es jailbreak megjelenését követően az 1.1.9-es verzióban az iOS 7-hez passzoló designt kapott, majd az 1.1.12-ben Saurik kicsit módosította az egyes fülek tartalmát. A jelenleg elérhető legfrissebb, 1.1.16-os verzió 2014. november 5-én vált elérhetővé.

## Elnevezése
A Cydiát Jay Freeman (saurik néven is ismert) és cége, a SaurikIT fejleszti. A „Cydia” név utalás az almamolyra, tudományos nevén a Cydia pomonellára, ami a közmondásban szereplő „kukac az almában”.